# Верба біла
Верба біла (Salix alba L., син. S. vittelina; місцеві назви — верба біла, верболіз, білоліз, ветлина) — вид рослин з роду верба. Може використовуватися як лікарська рослина.

## Морфологічна характеристика

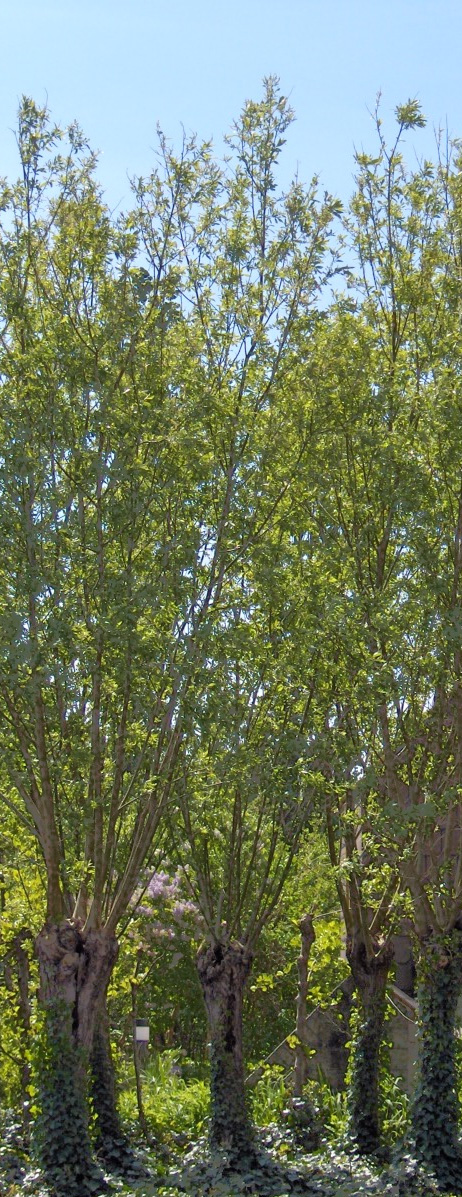
Верба біла

Дерево 10-25 м заввишки, із широкою округлою кроною, товстим стовбуром, вкритим темно-сірою поздовжньо-тріщинуватою корою. Молоді пагони й гілки бурі, із численними шовковистими волосками. Листки чергові, ланцетні або широко-ланцетні (5-15 см завдовжки, 1—3 см завширшки), загострені, пилчасті, молоді листки з обох боків сріблясто-білі, пізніше зверху голі, зелені, зі споду запушені вздовж центральної жилки. Бічних жилок багато, прилистки обпадають рано.
Верба біла — лісотвірна порода в заплавних лісах. Часто створює чисті високопродуктивні лісостани. Росте також на вологих луках, берегами водойм. Морозостійка, світлолюбна рослина. Цвіте у квітні — травні. Один із найбільш ранніх та найцінніших пилконосів та медоносів.

## Заготівля сировини
Для медичного застосування заготовляють кору верби білої. Її здирають рано навесні, до цвітіння і розпускання листків, коли вона добре знімається. На молодих гілках через кожні 20—30 см роблять кільцеподібні надрізи кори. Потім їх з'єднують поздовжніми лініями. Після зняття кори її подрібнюють і сушать у теплому приміщенні з доброю вентиляцією.

## Хімічний склад
У корі верби білої знайдено значну кількість дубильних речовин (близько 12 %), флавонові глікозиди (близько 3 %), флавоноїди.

## Застосування
У народній медицині кору верби білої застосовують передусім як протигарячковий та в'яжучий засіб. Знайшла вона застосування і як потогінний та протиревматичний засіб (флавонові глікозиди, що розпадаються під дією шлункового соку, вивільняють саліциловий спирт, який перетворюється на саліцилову кислоту)..